# 夏德全
夏德全（1938年12月27日—2005年9月8日），上海人，中国鱼类遗传育种和生物技术专家。1963年毕业于南京大学。2001年当选为中国工程院院士。2005年9月8日12时20分逝世于江苏无锡市。